# One of Many (film)
One of Many er en amerikansk stumfilm fra 1917 af Christy Cabanne.

## Medvirkende
- Frances Nelson som Shirley Bryson
- Niles Welch som Harold Templeton
- Mary Mersch som Emma Bryson
- Harold Entwistle som Wilfred Templeton
- Richard Dix som James Lowery